# 虛夜月
虛夜月是黃易武俠小说中《覆雨翻雲》的虛構人物，「鬼王」虛若無的獨生女，取虛空夜月之意。與莊青霜不和，書中形容就如黑夜裏照人的明月。後成韓柏之妻。

## 生平概述
穿着緊身男裝白色細銀邊勁服，頭結男兒髻，一對眸子像兩泓深不見底的清潭，內裏藏着數不清的甜夢，是秘不可測地動魄驚心的美麗，只有虛空裏的夜月才可比擬，鼻骨端正挺直，山根高超，貴秀無倫，亦顯示出她意志個性都非常堅強。

## 武功
自幼得鬼王刻意栽琣，除了家學外，另外還有三個有實無名的師傅，分別是的鐵青衣、碧天雁和于撫雲指點。劍法學自于撫雲指，只是劍術一項，足可列入一流高手之列。

## 影視作品
《覆雨翻雲》曾改編成影視作品，在2006年推出的劇集《覆雨翻雲》中，由演員陳敏之扮演虛夜月，但改為是虛若無將軍的養女，她的演出被認為「顯嬌俏少女氣質」，但角色造型及背景與原作不同